# Cuha
Der Cuha (portugiesisch Ribeira Cuha oder Rio Cuha, tetum Mota Cuha) ist ein osttimoresischer Fluss in der Gemeinde Viqueque, im Südosten der Insel Timor.

## Verlauf

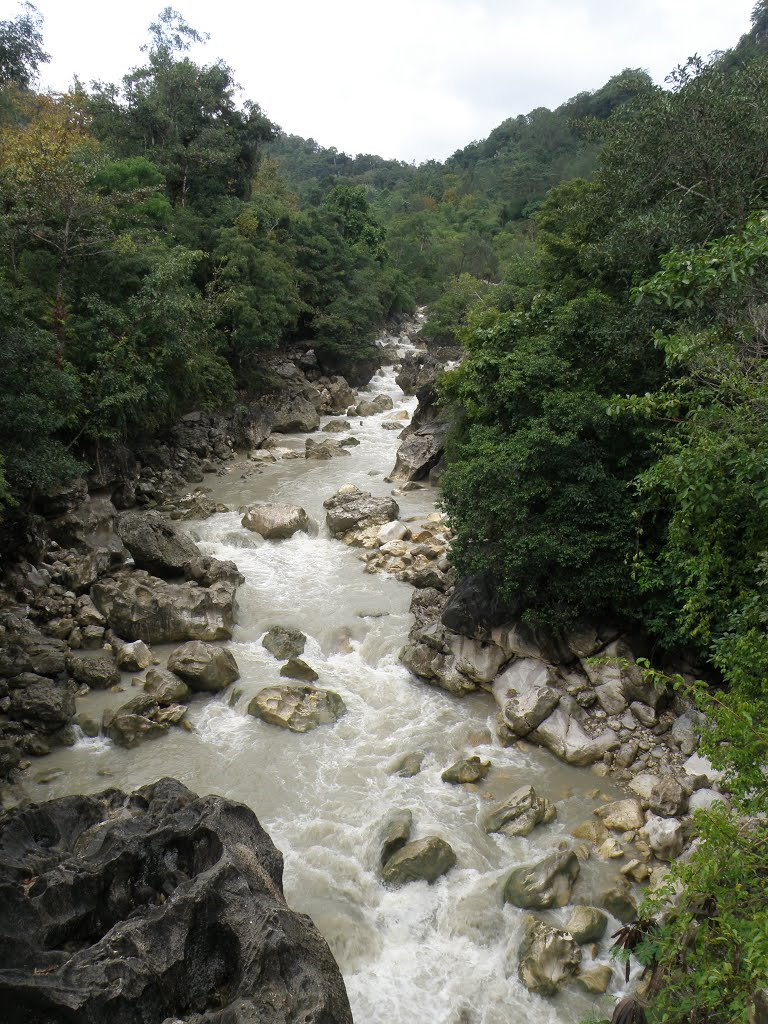
Der Cuha an der Grenze zwischen Ossu de Cima und Loi-Huno

Der Cuha entspringt im Osten des Südosten des Sucos Uabubo (Verwaltungsamt Ossu). An der Grenze zu Uaguia mündet der Caimalulo in den Cuha. Uaguia wird durchquert und bildet dann den Grenzfluss zwischen den Sucos Ossorua und Loi-Huno im Südosten und Ossu de Cima im Nordwesten. Nach Einmündung des Sacaria schwenkt der Cuha von südwestlicher Flussrichtung auf Süd, dann trifft der Metaquena auf ihn. Alle drei bisherigen Nebenflüsse entspringen ebenfalls in Ossu de Cima, bevor der Cuha den Westen von Loi-Huno durchquert.
Der Cuha tritt dann in das Verwaltungsamt Viqueque mit seinem Suco Caraubalo ein, durchquert ihn und bildet einen Teil der Grenze zum Suco Uma Uain Craic. Hier durchquert der Cuha die Gemeindehauptstadt Viqueque. Dann folgt der Cuha der Grenze zwischen den Sucos Uma Uain Craic und Uma Quic, bis er in die Timorsee mündet. Auf halbem Weg mündet von Osten her der Lee in den Cuha. Der Lee entsteht aus dem Lago Lagotua in Caraubalo und folgt der Ostgrenze Uma Uain Craics zu Caraubalo, bis er kurz vor seiner Einmündung in den Cuha Uma Uain Craic durchquert.
In der Trockenzeit zwischen Mai und November sinkt der Wasserstand des Cuha stark ab, während der Fluss in der Regenzeit vor allem im Unterlauf, südlich der Stadt Viqueque, die Umgebung mit Überflutungen bedroht.